# 今井敏明
今井敏明（1954年12月29日—)，日本知名足球教練、退役足球員。
今井敏明於2005年底由日本足球協會派任至臺灣帶領中華台北足球代表隊並協助其足球發展，雖然在接下來的一年裡沒有任何亮眼成績，但是足球圈內人多數認為今井為這支隊伍打下了良好的基礎。2006年12月15日，中華民國足球協會與今井續約，帶領中華台北女子足球代表隊參與2007年2月在台灣舉辦的奧運女子足球資格賽，同年年底卸任。
2016年5月，今井敏明再次擔任中華台北足球代表隊總教練並備戰2017年台北世大運培訓隊，帶領中華隊參加2017年東亞盃第一輪及2019年亞洲盃資格附加賽，在贏球後第二天一早10月12日即遭中華足協以溝通無共識為由解職，成為世界足球史上前所未有贏球卻遭解僱下台的例子，不久後轉往蒙古擔任蒙古國家足球隊總教練。
2020年4月，擔任台灣企業甲級足球聯賽台中Futuro總教練，直到台企甲第一循環保持不敗戰績後，因俱樂部環境不如預期與個人因素辭任。
2023年3月，今井敏明第四度來台執教，擔任台北天龍足球俱樂部總教練，欲將自身經驗傳承給年輕世代，並期待俱樂部能逐步習得歐洲頂級聯賽球風，打造出能跟世界對抗的球隊。

## 球員時期
- 埼玉縣立浦和西高等學校（日语：埼玉県立浦和西高等学校）
- 早稻田大學
- 富士通（日语：富士通サッカー部）

## 指導時期
- 埼玉縣立浦和西高等學校教練：全國高等學校綜合體育大會（日语：全国高等学校総合体育大会サッカー競技大会）出場
- 早稻田大學教練
- 富士通教練
- 東京瓦斯（現FC東京）監督
- 白木工業女子教練
- 上智大學監督
- 川崎前鋒監督
- 福島夢集團Junkers監督（2005年）
- 2005年12月1日起擔任中華臺北足球代表隊總教練，2007年起兼任中華臺北女子足球代表隊總教練，2007年12月卸任
- 2008年度回母校早稻田大學擔任足球部監督
- 2010年擔任蘇丹U20及U17代表隊總教練
- 2011年任職FCガンジュ岩手（日语：FCガンジュ岩手）
- 2012年11月任職蒙古FC墨田烏蘭巴托
- 2016年5月再次擔任中華臺北足球代表隊總教練
- 2016年10月擔任蒙古國家足球隊總教練

## 外部連結
- 東亞足球協會